# Convención Nacional Republicana de 1856

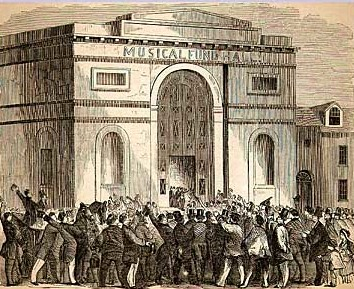
Convención Nacional Republicana Estadounidense, celebrada en Filadelfia, Pensilvania. Entre el 22 y el 23 de febrero de 1900.

The Republican National Convention, held in Philadelphia,
June, 1900.
La  Convención Nacional Republicana de 1856 del Partido Republicano de los Estados Unidos se celebró en Filadelfia (Pensilvania), en el Musical Fund Hall el 17 de junio. En la cual se nominó a John C. Frémont de California para Presidente y William L. Dayton de Nueva Jersey para la vicepresidencia y nombró a un Comité Nacional Republicano.
La locación de la convención y la fecha fueron determinada durante una convención informal en Pittsburgh, Pensilvania, el 22 de febrero y el 23 de febrero.
John McLean, un Juez Asociado de la Corte Suprema de los Estados Unidos, y John C. Frémont, un popular exsenador por California al Senado de los Estados Unidos y exmilitar, héroe de la Intervención estadounidense en México (en la que tuvo una participación decisiva en la conquista de California por los estadounidenses) fueron nominados como aspirantes a la candidatura presidencial en la Convención Nacional Republicana.
En una primera votación informal de la Convención para medir el apoyo a los precandidatos, Frémont obtuvo los votos de 359 delegados de la Convención, mientras que McLean obtuvo los sufragios de 190 delegados; otro precandidato, Charles Sumner, obtuvo 2 votos, y otros dos aspirantes obtuvieron uno cada uno. Y hubo 14 delegados que se abstuvieron. En la votación formal que se celebró después, Frémont obtuvo los votos de 520 delegados y McLean obtuvo 37 votos, mientras que 9 delegados se abstuvieron. De esa manera Frémont quedó elegido candidato presidencial republicano. 